# Saison 3 de Younger
 (novembre 2017).
Si vous disposez d'ouvrages ou d'articles de référence ou si vous connaissez des sites web de qualité traitant du thème abordé ici, merci de compléter l'article en donnant les références utiles à sa vérifiabilité et en les liant à la section « Notes et références ».
Chronologie
Saison 2 Saison 4
Cet article présente le guide des épisodes de la troisième saison de la série télévisée Younger.

## Synopsis
Liza a 40 ans et est mère célibataire récemment divorcée qui cherche un emploi, ce qui s'avère être difficile pour une femme de son âge. Après une remarque d'un jeune homme Josh qui l'avait trouvé jeune, elle décide de se faire rajeunir grâce à du maquillage à l'aide de sa meilleure amie Maggie et se fait passer pour une femme de 26 ans. Dans son nouveau travail, elle devient l'assistante de Diana et la collègue de Kelsey.

## Distribution

### Acteurs principaux
- Sutton Foster (VF : Véronique Desmadryl) : Liza Miller
- Hilary Duff (VF : Julie Turin) : Kelsey Peters
- Miriam Shor (VF : Ivana Coppola) : Diana Trout
- Debi Mazar (VF : Vanina Pradier) : Maggie Amato
- Nico Tortorella (VF : Donald Reignoux) : Josh
- Peter Hermann (VF : Constantin Pappas) : Charles Brooks
- Molly Bernard (VF : Edwige Lemoine) : Lauren Heller

### Acteurs récurrents et invités
- Dan Amboyer (VF : Anatole de Bodinat) : Chad Weber
- Tessa Albertson (VF : Barbara Beretta) : Caitlin Miller
- India de Beaufort (VF : Dominique Lelong) : Radha
- Noah Robbins (VF : Benjamin Bollen) : Bryce Reiger
- Michael Urie (VF : Damien Witecka) : Redmond
- Ben Rappaport (VF : Mathias Kozlowski) : Max Horowitz
- Sally Pressman (VF : Armelle Gallaud) : Malkie
- Jay Wilkison (VF : David Krüger) : Colin McNichol
- Mather Zickel (VF : Arnaud Arbessier) : Dr Richard Caldwell
- Camryn Manheim (VF : Josiane Pinson) : Dr Jane Wray
- Krysta Rodriguez : Kim
- Richard Masur : Edward L.L. Moore
- Heidi Armbruster (VF : Anne Massoteau) : Michelle
- Paul Fitzgerald (VF : Guillaume Lebon) : David Taylor

## Épisodes

### Épisode 1:Un baiser de rien du tout
- États-Unis /  Canada : 28 septembre 2016 sur TV Land / CTV Two
- France :
  - 12 novembre 2017 sur Téva
  - 6 novembre 2019 sur 6ter

### Épisode 2:Le Test dumarshmallow
- États-Unis /  Canada : 5 octobre 2016 sur TV Land / CTV Two
- France :
  - 12 novembre 2017 sur Téva
  - 6 novembre 2019 sur 6ter

### Épisode 3:Mission sauvetage
- États-Unis /  Canada : 12 octobre 2016 sur TV Land / CTV Two
- France :
  - 12 novembre 2017 sur Téva
  - 7 novembre 2019 sur 6ter

### Épisode 4:Alerte rouge
- États-Unis /  Canada : 19 octobre 2016 sur TV Land / CTV Two
- France :
  - 12 novembre 2017 sur Téva
  - 7 novembre 2019 sur 6ter

### Épisode 5:P... comme pigeon
- États-Unis /  Canada : 26 octobre 2016 sur TV Land / CTV Two
- France :
  - 19 novembre 2017 sur Téva
  - 8 novembre 2019 sur 6ter

### Épisode 6:L'Auteure anonyme
- États-Unis /  Canada : 2 novembre 2016 sur TV Land / CTV Two
- France :
  - 19 novembre 2017 sur Téva
  - 8 novembre 2019 sur 6ter

### Épisode 7:Je suis Aubrey Alexis
- États-Unis /  Canada : 9 novembre 2016 sur TV Land / CTV Two
- France :
  - 19 novembre 2017 sur Téva
  - 11 novembre 2019 sur 6ter

### Épisode 8:Quoi d'neuf docteur?
- États-Unis /  Canada : 16 novembre 2016 sur TV Land / CTV Two
- France :
  - 19 novembre 2017 sur Téva
  - 11 novembre 2019 sur 6ter

### Épisode 9:Un vendredi d'été
- États-Unis /  Canada : 30 novembre 2016 sur TV Land / CTV Two
- France :
  - 26 novembre 2017 sur Téva
  - 12 novembre 2019 sur 6ter

### Épisode 10:Drôles d'oiseaux
- États-Unis /  Canada : 7 décembre 2016 sur TV Land / CTV Two
- France :
  - 26 novembre 2017 sur Téva
  - 12 novembre 2019 sur 6ter

### Épisode 11:Chantage et compagnie
- États-Unis /  Canada : 14 décembre 2016 sur TV Land / CTV Two
- France :
  - 26 novembre 2017 sur Téva
  - 13 novembre 2019 sur 6ter

### Épisode 12:Ouvrez les yeux!
- États-Unis /  Canada : 14 décembre 2016 sur TV Land / CTV Two
- France :
  - 26 novembre 2017 sur Téva
  - 13 novembre 2019 sur 6ter